# Sylvie Vartan
Sylvie Vartan, eredeti nevén Силви Жорж Вартан / Szilvi Zsorzs Vartan, (Iskretz, Bulgária, 1944. augusztus 15.– ) bolgár származású, anyai részről magyar gyökerekkel is rendelkező francia énekesnő és színésznő. Az 1960-as években vált ismertté és népszerűvé, mint a yé-yé stílus egyik legaktívabb képviselője, később revüszámokkal, külföldi slágerek francia nyelvű átirataival is sikereket aratott. Az ezredforduló körüli időszakban egy időre visszavonult, de 2004 körül visszatért a könnyűzenei életbe, elsősorban dzsesszballadák előadásával.

## Élete

### A pályakezdésig
1944-ben született a bulgáriai Iskretz településen, apja George Vartan (Vartanian) örmény felmenőkkel is rendelkező bolgár, anyja  Mayer Ilona, magyar volt. Nem sokkal születése után a család kénytelen volt elhagyni a települést, és még az év vége előtt Szófiába költöztek. 1952-ben megelégelték a fokozódó anyagi és társadalmi nehézségeket, és Franciaországba emigráltak, ahol azonban még évekig nehéz viszonyok között élték mindennapjaikat.

### Fiatalkora
Sylvie még gyerekként Bulgáriában ismerkedett meg a filmezés élményével, amikor egy bolgár történelmi filmben kapott szereplési lehetőséget, köszönhetően annak, hogy a film rendezője, Dako Dakovski az apa baráti körébe tartozott. A korszak könnyűzenéjével bátyja, Eddie Vartan és az ő baráti köre révén került közelebbi ismeretségbe, már francia földön, tízes évei elején; kezdetben főleg a dzsessz és a rock and roll érdekelte. Miután Eddie egy lemezcég alkalmazottja lett, Sylvie hamar megkapta első lehetőségét, hogy egy lemezen szerepelhessen: bár első felvételén csak beugróként énekelt (neve sem szerepelt a Decca Records által kiadott lemezen), produkciójára még a televízió is felfigyelt.
A váratlan siker hatására a Decca nem sokkal később szerződést ajánlott a számára, és kevéssel ezután, 1961. december 12-én már kiállhatott a párizsi Olympia színpadára is, első élő koncertje alkalmából. A következő nyáron már Gilbert Bécaud társaságában turnézhatott, ezt pedig hamarosan az első saját album és az első franciaországi filmszerep is követte.

### Közös évei Johnny Hallyday-jel
1963-ban egy újabb filmforgatás során került közel Johnny Hallydayhez, aki a film főszerepét játszotta, és akivel rövidesen eljegyezték egymást, majd házasságot is kötöttek. Ezekben az években Sylvie már számos turnét tudott maga mögött - egyebek között Amerikában, Kanadában, Dél-Amerika több országában, Polinéziában és Japánban is turnézott, nemegyszer olyan előadókkal egy színpadon, mint Trini Lopez vagy a The Beatles.

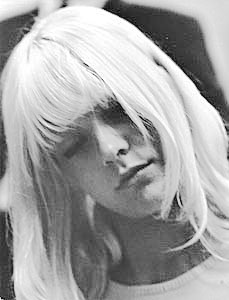
Sylvie 1966-ban

Az 1960-as évek-ben főleg az akkor divatossá váló yé-yé stílus dalszerzőivel dolgozott együtt, dalai gyakori szereplői voltak a francia és olasz slágerlistáknak, ő maga pedig rendszeresen visszatérő közreműködője volt a két ország televíziós show-műsorainak, varietéprogramjainak. Pályájának ez a szakasza 1970-ig tartott és egy autóbaleset vetett neki véget; a baleset következtében Sylvie olyan súlyos sérüléseket szenvedett, hogy hosszú időbe telt, mire újból lábra tudott állni; hónapokig tartó lábadozási időszakát nagyrészt egy amerikai kórházban töltötte.
Felépülését követően újszerű, egyszerre énekes és táncos produkciókkal tért vissza a szórakoztatóiparba, köszönhetően annak, hogy gyógyulása idején összeismerkedett Jojo Smith táncossal, aki abban az időben Barbra Streisand koreográfusa is volt. Új produkcióival sikert sikerre halmozott, családi élete viszont megsínylette ezt az időszakot - 1977 körül Johnny Hallyday külön költözött tőle, 1980 novemberében pedig el is váltak egymástól. Ezekben az években Sylvie egyébként már diszkószámokat is énekelt, igyekezvén lépést tartani az aktuális zenei divattal; ekkoriból származik Nicolas című, 1979-es diszkóballadája is, amely Máté Péter és S. Nagy István Elmegyek című slágerének francia nyelvű változata volt.

### Az 1980–90-es évek
Sylvie 1981-ben megismerkedett egy olasz származású amerikai producerrel, Tony Scottival, akivel több év barátság után, 1984 nyarán kötött újabb házasságot. Ekkoriban már a korszak legnagyobb sztárjai között tartották számon, a sajtó többek között Cherhez és Liza Minnellihez hasonlította, habár a francia közönség egy része nem igazán örült annak, hogy immár nem csak francia nyelven énekel. A házasságkötést követően viszont kicsit visszavett az aktivitásból: a következő években legtöbb idejét férjére és első házasságából származó fiára, Davidre fordította.
Az 1990-es évek elején többek között szülőföldjén, Bulgáriában, valamint Franciaországban szervezett néhány nagyobb szabású turnét, 1993-ban pedig elvállalta a közreműködést azon a gálakoncerten, amit Johnny Hallyday 50. születésnapja alkalmából szerveztek exférje számára a barátai. Ebben az időszakban ismét elvállalt néhány kisebb filmszerepet, illetve az évtized második felében, Tony Scottival közösen örökbe fogadtak egy bolgár kislányt is (habár ő maga akkor már kétszeres nagymama volt).

### Az ezredforduló után

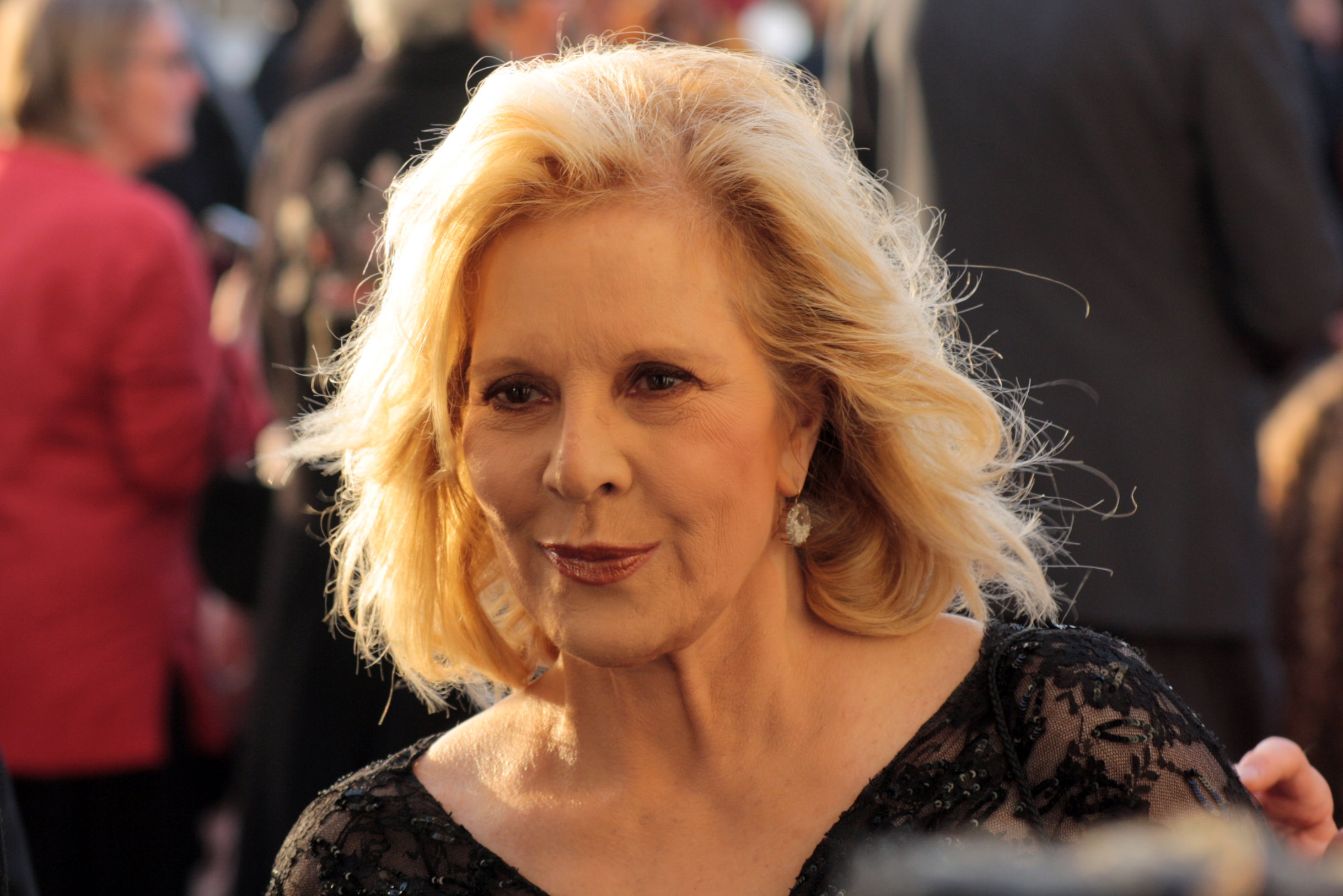
Sylvie Vartan 2011-ben, a cabourg-i filmfesztiválon

2001-ben meghalt Eddie Vartan, akinek ösztönzése és segítsége nélkül Sylvie talán sosem lépett volna zenei pályára. A családi tragédia miatt Sylvie el is határozta, hogy visszavonul, de amikor néhány évvel később kiadta az emlékiratait, és a könyv váratlanul nagy sikert hozott, úgy döntött, hogy ismét közönség elé áll. Legutóbbi lemezein és koncertjein elsősorban dzsesszballadákat énekelt, és igyekezett kedvében járni szülőhazájának is, ezért néhány bolgár örökzöld dallamot is felvett a repertoárjára.

## Könyv
- Anyu...; közrem. Lionel Duroy, ford. Rácz Judit; Európa, Bp., 2017